# سیارک ۲۶۶۷
سیارک ۲۶۶۷ (به انگلیسی: 2667 Oikawa، نامگذاری:1967UO) دو هزار و ششصد و شصت و هفتمین سیارک کشف شده‌است که در ۳۰ اکتبر ۱۹۶۷ کشف شد.
قدر مطلق سیارک برابر ۱۲٫۲۰ است.